# Rafik El Mamouni
Rafik El Mamouni (en arabe: رفيق الماموني), né le 5 avril 1988, est un footballeur marocain qui joue actuellement en tant qu'attaquant avec le Chabab Rif Al Hoceima.